# Complexe sportif CN
Le Complexe sportif CN, anciennement Complexe sportif Bell est un complexe sportif polyvalent situé à Brossard, Québec, Canada
Situé aux abords de l'Autoroute 10 du Québec près du Quartier Dix30, la fonction principale du Complexe est de servir comme centre d’entraînement des Canadiens de Montréal de la Ligue Nationale de Hockey.

## Histoire
Le Complexe est ouvert le 12 décembre 2008 sous l’appellation du complexe sportif Bell et dispose de deux patinoires de hockey sur glace et d'un terrain de football (soccer) intérieur.
Le 15 août 2023, les Canadiens de Montréal annoncent le changement de nom du complexe à la suite de l’acquisition des droits de Naming (parrainage) par  La Compagnie des Chemins de Fer Nationaux du Canada et est renommé Centre sportif CN,.